# 朱臨
朱臨（1433年—？），字時進，江西吉安府安福縣人，民籍，明朝政治人物。進士出身。

## 生平
早年出身國子生，江西鄉試第六十名。成化十四年（1478年）戊戌科會試第一百二十名，殿試登進士第二甲第四名。

## 家族
曾祖父朱□□。祖父朱和節。父亲朱資允。母口氏。永感下。娶劉氏。